# Pycnocoma dentata
Pycnocoma dentata là một loài thực vật có hoa trong họ Đại kích. Loài này được Hiern miêu tả khoa học đầu tiên năm 1900.